# Carinaria
Genre
Carinaria est un genre de mollusques gastéropodes de la famille des Carinariidae.

## Liste d'espèces
Selon World Register of Marine Species (29 octobre 2017) :
- Carinaria cithara Benson, 1835
- Carinaria cristata (Linnaeus, 1767)
- Carinaria galea Benson, 1835
- Carinaria japonica Okutani, 1955
- Carinaria lamarckii Blainville, 1817
- Carinaria pseudorugosa Vayssière, 1904